# Moniliopsis foliicola
Moniliopsis foliicola är en svampart som först beskrevs av Woronin, och fick sitt nu gällande namn av Siemaszko 1924. Moniliopsis foliicola ingår i släktet Moniliopsis och familjen Ceratobasidiaceae.   Inga underarter finns listade i Catalogue of Life.